# Potsdam (Nueva York)
Potsdam es un pueblo ubicado en el condado de St. Lawrence en el estado estadounidense de Nueva York. En el año 2000 tenía una población de 15 957 habitantes y una densidad poblacional de 61 personas por km².

## Demografía
Según la Oficina del Censo en 2000 los ingresos medios por hogar en la localidad eran de $30,782, y los ingresos medios por familia eran $42,450. Los hombres tenían unos ingresos medios de $32,464 frente a los $24,776 para las mujeres. La renta per cápita para la localidad era de $13,753. Alrededor del 23.1% de la población estaban por debajo del umbral de pobreza.